# Liste der Kulturdenkmale in Uetersen
In der Liste der Kulturdenkmale in Uetersen sind alle Kulturdenkmale der schleswig-holsteinischen Stadt Uetersen (Kreis Pinneberg) aufgelistet (Stand: 14. April 2025).

## Legende
In den Spalten befinden sich folgende Informationen:
- Objekt-ID: die Nummer des Kulturdenkmales
- Lage: die Adresse des Kulturdenkmales und die geographischen Koordinaten. Kartenansicht, um Koordinaten zu setzen. In der Kartenansicht sind Kulturdenkmale ohne Koordinaten mit einem roten Marker dargestellt und können in der Karte gesetzt werden. Kulturdenkmale ohne Bild sind mit einem blauen Marker gekennzeichnet, Kulturdenkmale mit Bild mit einem grünen Marker.
- Offizielle Bezeichnung: Bezeichnung des Kulturdenkmales
- Beschreibung: die Beschreibung des Kulturdenkmales
- Bild: ein Bild des Kulturdenkmales

## Sachgesamtheiten
| Objekt-ID      | Lage                                                  | Offizielle Bezeichnung | Beschreibung | Bild                             |
| -------------- | ----------------------------------------------------- | ---------------------- | --- | -------------------------------- |
| 33087 Wikidata | Heidgrabener Straße 1–3 (53° 41′ 33″ N, 9° 40′ 27″ O) | Ehemalige Neue Mühle   | Aktualisierung vorgesehen - Begründung: geschichtlich, städtebaulich, Kulturlandschaft prägend - Schutzumfang: Müllerwohnhaus, Braukeller, Waschhaus, Wagenremise, Reste des Schornsteins, Mühlenstumpf, Scheune, Zufahrtsallee auf dem Mühlendamm, Park „Langes Tannen“ | weitere Fotos \| Fotos hochladen |
| 41240 Wikidata | Kirchenstraße 9 (53° 40′ 54″ N, 9° 39′ 23″ O)         | Klosterkirche Uetersen | Aktualisierung vorgesehen - Begründung: geschichtlich, künstlerisch, städtebaulich, Kulturlandschaft prägend - Schutzumfang: Klosterkirche mit Ausstattung, Kirchhof, Grabmale bis 1870, Kirchhofspforten                                                                | weitere Fotos \| Fotos hochladen |

## Mehrheit von baulichen Anlagen
| Objekt-ID      | Lage                                                              | Offizielle Bezeichnung | Beschreibung | Bild                             |
| -------------- | ----------------------------------------------------------------- | ---------------------- | --- | -------------------------------- |
| 37558 Wikidata | Kirchenstraße 26, 28, Kreuzstraße 2 (53° 40′ 59″ N, 9° 39′ 16″ O) | Kreuzung Kirchenstraße | Baugruppe Kreuzung Kirchenstraße; 19. Jh.; Putzbauten mit spätklassizistischen Gliederungen, Lage an dreieckiger, platzartig ausgebildeter Kreuzung Kirchenstraße, Knotenpunkt zwischen historischem Siedlungskern und Verbindungsachse zur Marsch - Begründung: geschichtlich, städtebaulich - Schutzumfang: ehem. Hotel Scheffler (Kreuzstraße 2), Wohnhäuser Kirchenstraße 26, 28 | weitere Fotos \| Fotos hochladen |

## Bauliche Anlagen
| Objekt-ID      | Lage                                                  | Offizielle Bezeichnung                     | Beschreibung | Bild                             |
| -------------- | ----------------------------------------------------- | ------------------------------------------ | --- | -------------------------------- |
| 24956 Wikidata | Berliner Straße 19 (53° 41′ 7″ N, 9° 40′ 23″ O)       | Friedrich-Ebert-Schule                     | Friedrich-Ebert-Schule; 1931-1933; Stadtbaumeister Rudolph Kröger; dreigeschossiger, breitgelagerter Backsteinbau mit Mosaikfenstern von Ervin Bossányi, Walmdach - Begründung: geschichtlich, künstlerisch, städtebaulich - Schutzumfang: gesamtes Objekt - Denkmaltyp: Bauliche Anlage | weitere Fotos \| Fotos hochladen |
| 3846 Wikidata  | Birkenallee (53° 41′ 19″ N, 9° 40′ 56″ O)             | Ehemaliger Wasserturm                      | Baujahre: 1925/26, Ausführung: Dyckerhoff & Widmann AG und die Bremer Francke-Werke, Der zylindrische Wasserbehälter steht auf einer offenen Stahlbeton-Skelettkonstruktion. Im Bereich des Behälters ist die Konstruktion mit Ziegelmauerwerk verkleidet, das expressionistische Stilelemente aufweist. Alteintragung (Aktualisierung vorgesehen) - Begründung: geschichtlich, städtebaulich - Schutzumfang: gesamtes Objekt - Denkmaltyp: Bauliche Anlage | weitere Fotos \| Fotos hochladen |
| 9325 Wikidata  | Großer Sand 95 (53° 40′ 52″ N, 9° 40′ 28″ O)          | Wohnhaus                                   | Baujahr: 1927, Architekt: Klaus Groth, „Dani-Villa“; Alteintragung (Aktualisierung vorgesehen) - Begründung: Alteintragung (Aktualisierung vorgesehen) - Schutzumfang: Alteintragung (Aktualisierung vorgesehen) - Denkmaltyp: Bauliche Anlage | Fotos hochladen                  |
| 9622 Wikidata  | Großer Wulfhagen 30 (53° 41′ 2″ N, 9° 39′ 45″ O)      | Wohnhaus                                   | Baujahr: um 1745, Innen mit historischer Stuckdecke, „Tantau'sches Haus“ Alteintragung (Aktualisierung vorgesehen) - Begründung: geschichtlich, künstlerisch, städtebaulich - Schutzumfang: gesamtes Objekt - Denkmaltyp: Bauliche Anlage | Fotos hochladen                  |
| 30202          | Großer Wulfhagen 40 (53° 41′ 2″ N, 9° 39′ 49″ O)      | Wohn- und Geschäftshaus                    | Wohn- und Geschäftshaus; 1911, Bauherr Wilhelm Feuerschütz; dreigeschossiger Putzbau mit Mittelrisalit und geschwungenem Blendgiebel, aufwändiges zeittypischen Putzdekor, Berliner Dach - Begründung: geschichtlich, städtebaulich - Schutzumfang: gesamtes Äußeres, - Denkmaltyp: Bauliche Anlage | BW                               |
| 9543 Wikidata  | Heidgrabener Straße 1–3 (53° 41′ 32″ N, 9° 40′ 28″ O) | Müllerwohnhaus                             | Baujahr: um 1806, Zweigeschossiges Traufenhaus von fünf Achsen Breite mit flachem Walmdach im klassizistischen Baustil. Eine Freitreppe führt zum Eingang in Form eines Portikus. Alteintragung (Aktualisierung vorgesehen) - Begründung: geschichtlich, städtebaulich - Schutzumfang: Alteintragung (Aktualisierung vorgesehen) - Denkmaltyp: Bauliche Anlage, Sachgesamtheit: ehem. Neue Mühle | Fotos hochladen                  |
| 9544 Wikidata  | Heidgrabener Straße 1–3 (53° 41′ 32″ N, 9° 40′ 30″ O) | Braukeller                                 | Alteintragung (Aktualisierung vorgesehen) - Begründung: geschichtlich, städtebaulich - Schutzumfang: Alteintragung (Aktualisierung vorgesehen) - Denkmaltyp: Bauliche Anlage, Sachgesamtheit: ehem. Neue Mühle | Fotos hochladen                  |
| 9546 Wikidata  | Heidgrabener Straße 1–3 (53° 41′ 32″ N, 9° 40′ 27″ O) | Waschhaus                                  | Alteintragung (Aktualisierung vorgesehen) - Begründung: geschichtlich, städtebaulich - Schutzumfang: Alteintragung (Aktualisierung vorgesehen) - Denkmaltyp: Bauliche Anlage, Sachgesamtheit: ehem. Neue Mühle | Fotos hochladen                  |
| 9547 Wikidata  | Heidgrabener Straße 1–3 (53° 41′ 33″ N, 9° 40′ 30″ O) | Wagenremise                                | Alteintragung (Aktualisierung vorgesehen) - Begründung: geschichtlich, städtebaulich - Schutzumfang: Alteintragung (Aktualisierung vorgesehen) - Denkmaltyp: Bauliche Anlage, Sachgesamtheit: ehem. Neue Mühle | Fotos hochladen                  |
| 9680 Wikidata  | Heidgrabener Straße 1–3 (53° 41′ 35″ N, 9° 40′ 26″ O) | Reste des Schornsteins                     | Er stammt aus der Zeit der Dampfmühle von 1842. Im Zweiten Weltkrieg erfolgte die Sprengung, da der Schornstein feindlichen Fliegern als Orientierungshilfe dienen konnte. Alteintragung (Aktualisierung vorgesehen) - Begründung: geschichtlich, städtebaulich - Schutzumfang: Alteintragung (Aktualisierung vorgesehen) - Denkmaltyp: Bauliche Anlage, Sachgesamtheit: ehem. Neue Mühle | Fotos hochladen                  |
| 13459          | Hochfeldstraße 1 (53° 41′ 39″ N, 9° 40′ 53″ O)        | Mausoleum Holst                            | Mausoleum; 1912, Bauherrin Familie Holst; verputzter Sepulkralbau über quadratischem Grundriss mit Pilastergliederung und Säulenportal, im Inneren überkuppelter Raum mit reicher, eklektizistischer Gestaltung - Begründung: geschichtlich, künstlerisch - Schutzumfang: Mausoleum Holst, - Denkmaltyp: Bauliche Anlage | Fotos hochladen                  |
| 25549 Wikidata | Katzhagen 9 (53° 41′ 0″ N, 9° 39′ 6″ O)               | Wohnhaus                                   | Wohnhaus; Anfang 20. Jahrhundert; eingeschossiger, giebelständiger Schopfwalmdachbau mit backsteinsichtigem Erd- und verputztem Dachgeschoss, kleines Zwerchhaus zur Aufnahme des Treppenhauses; Giebelbereich holzverkleidet mit verzierten, hölzernen Fensterverdachungen, Oberlichter mit Sprossung, authentischer Vertreter des Heimatschutzstils - Begründung: geschichtlich, städtebaulich - Schutzumfang: gesamtes Objekt - Denkmaltyp: Bauliche Anlage | Fotos hochladen                  |
| 10078 Wikidata | Katzhagen 30 (53° 41′ 6″ N, 9° 39′ 8″ O)              | Kate                                       | Baujahr: 1764 (unter Verwendung von Bauteilen aus dem Jahr 1622), Reetgedecktes Zweiständer-Hallenhaus. Geneigter Giebel, der das Mauerwerk und den Haupteingang vor Witterungseinflüssen schützen soll. Alteintragung (Aktualisierung vorgesehen) - Begründung: geschichtlich, städtebaulich - Schutzumfang: gesamtes Objekt - Denkmaltyp: Bauliche Anlage | Fotos hochladen                  |
| 3849 Wikidata  | Kirchenstraße 7 (53° 40′ 56″ N, 9° 39′ 22″ O)         | Ehemalige Bürgermädchenschule (Bürgerhaus) | Schulbau; errichtet 1813; eingeschossiger Backsteinbau mit Halbwalmdach und leicht vorspringendem zweigeschossigem Mittelrisalit mit Dreiecksgiebel - Begründung: geschichtlich, künstlerisch, städtebaulich - Schutzumfang: gesamtes Objekt - Denkmaltyp: Bauliche Anlage | Fotos hochladen                  |
| 3848 Wikidata  | Kirchenstraße 9 (53° 40′ 55″ N, 9° 39′ 23″ O)         | Kirche am Kloster mit Ausstattung          | Baujahre: 1748/49, Baumeister: J.Carstens und O.J.Müller, Barocker Bau mit eingebundenem Ostturm.Schiefergedecktes Mansarddach. Innen großes Deckenfresco des Italieners Giovanni Battista Innocenzo Colombo. Alteintragung (Aktualisierung vorgesehen) - Begründung: geschichtlich, künstlerisch, städtebaulich - Schutzumfang: Alteintragung (Aktualisierung vorgesehen) - Denkmaltyp: Bauliche Anlage, Sachgesamtheit: Klosterkirche Uetersen | weitere Fotos \| Fotos hochladen |
| 3850 Wikidata  | Kirchenstraße 11 (53° 40′ 53″ N, 9° 39′ 23″ O)        | Kloster: Wohnhaus                          | Bauzeit: Mitte 18. Jh., Barocker Bau mit Eckquaderung, auf den Straßenseiten klassizistisch verändert (19. Jh.). Barocke und klassizistische Eingangstüren. Alteintragung (Aktualisierung vorgesehen) - Begründung: Alteintragung (Aktualisierung vorgesehen) - Schutzumfang: Alteintragung (Aktualisierung vorgesehen) - Denkmaltyp: Bauliche Anlage | Fotos hochladen                  |
| 19529 Wikidata | Kleiner Sand 51 – 53 (53° 41′ 8″ N, 9° 40′ 8″ O)      | Ortskrankenkasse mit Badeanstalt           | Baujahr: 1928, Architekt: Klaus Groth, Erster größerer Bau des Architekten Klaus Groth. Klinkerbau mit Bauhauselementen. Alteintragung (Aktualisierung vorgesehen) - Begründung: geschichtlich, künstlerisch, städtebaulich - Schutzumfang: gesamtes Objekt - Denkmaltyp: Bauliche Anlage | Fotos hochladen                  |
| 1713 Wikidata  | Klosterhof 1 (53° 40′ 57″ N, 9° 39′ 24″ O)            | Kloster: Haus des Klosterpropsten          | Baujahr: 1734, Umbau 1829, Zweistöckiges Gebäude mit Mittelrisalit von drei Achsen Breite. Die Ecken des Baus sind durch Rustizierung betont. Alteintragung (Aktualisierung vorgesehen) - Begründung: geschichtlich, städtebaulich - Schutzumfang: Alteintragung (Aktualisierung vorgesehen) - Denkmaltyp: Bauliche Anlage | Fotos hochladen                  |
| 1714 Wikidata  | Klosterhof 2 (53° 40′ 52″ N, 9° 39′ 26″ O)            | Kloster: Wohnhaus                          | Bauzeit: Anfang 19. Jh., Konventualinnenhaus; Alteintragung (Aktualisierung vorgesehen) - Begründung: geschichtlich, städtebaulich - Schutzumfang: Alteintragung (Aktualisierung vorgesehen) - Denkmaltyp: Bauliche Anlage | Fotos hochladen                  |
| 1715 Wikidata  | Klosterhof 3 (53° 40′ 51″ N, 9° 39′ 26″ O)            | Kloster: Praebendenhaus                    | Baujahr: 1873, Das Präbendenhaus ist der Nachfolgebau des Armenhauses von 1750. Es wurde im Baustil der Gründerzeit errichtet. Alteintragung (Aktualisierung vorgesehen) - Begründung: geschichtlich, städtebaulich - Schutzumfang: Alteintragung (Aktualisierung vorgesehen) - Denkmaltyp: Bauliche Anlage | Fotos hochladen                  |
| 1716 Wikidata  | Klosterhof 4 (53° 40′ 53″ N, 9° 39′ 24″ O)            | Kloster: Haus der Priörin                  | Baujahr: 1664, Östlicher Anbau an das alte Südhaus. Ziegelmusterung im Fachwerkgiebel. Oberlichttür aus dem 3. Viertel des 18. Jahrhunderts. Alteintragung (Aktualisierung vorgesehen) - Begründung: geschichtlich, städtebaulich - Schutzumfang: Alteintragung (Aktualisierung vorgesehen) - Denkmaltyp: Bauliche Anlage | Fotos hochladen                  |
| 537 Wikidata   | Klosterhof 4 a (53° 40′ 52″ N, 9° 39′ 24″ O)          | Kloster: Fachwerkscheune                   | Alteintragung (Aktualisierung vorgesehen) - Begründung: geschichtlich, städtebaulich - Schutzumfang: Alteintragung (Aktualisierung vorgesehen) - Denkmaltyp: Bauliche Anlage | Fotos hochladen                  |
| 1717 Wikidata  | Klosterhof 5 (53° 40′ 53″ N, 9° 39′ 24″ O)            | Kloster: westlicher Kreuzgang-Anbau        | Langgestreckter Backsteinbau mit Resten des Kreuzganges. Alteintragung (Aktualisierung vorgesehen) - Begründung: geschichtlich, städtebaulich - Schutzumfang: Alteintragung (Aktualisierung vorgesehen) - Denkmaltyp: Bauliche Anlage | Fotos hochladen                  |
| 1718 Wikidata  | Klosterhof 5 a (53° 40′ 52″ N, 9° 39′ 23″ O)          | Kloster: südl. Kreuzgangflügel             | Baujahr: 1814, Westlicher zweigeschossiger Anbau. Kleinformatige Ziegel, verbrettertes Giebelgeschoss. Alteintragung (Aktualisierung vorgesehen) - Begründung: geschichtlich, städtebaulich - Schutzumfang: Alteintragung (Aktualisierung vorgesehen) - Denkmaltyp: Bauliche Anlage | Fotos hochladen                  |
| 1719 Wikidata  | Klosterhof 6 (53° 40′ 52″ N, 9° 39′ 21″ O)            | Kloster: Conventualinnenhaus               | Alteintragung (Aktualisierung vorgesehen) - Begründung: geschichtlich, städtebaulich - Schutzumfang: Alteintragung (Aktualisierung vorgesehen) - Denkmaltyp: Bauliche Anlage | Fotos hochladen                  |
| 1720 Wikidata  | Klosterhof 7 (53° 40′ 54″ N, 9° 39′ 21″ O)            | Conventualinnenhaus                        | Baujahr: 1763, Eingeschossiger Backsteinbau aus kleinformatigen Ziegeln. Zwerchhaus auf der Vorderseite und auf der Rückseite. Prächtige Rokoko-Eingangstür. Alteintragung (Aktualisierung vorgesehen) - Begründung: geschichtlich, städtebaulich - Schutzumfang: Alteintragung (Aktualisierung vorgesehen) - Denkmaltyp: Bauliche Anlage | Fotos hochladen                  |
| 1721 Wikidata  | Klosterhof 8 (53° 40′ 54″ N, 9° 39′ 20″ O)            | Kloster: Wohnhaus                          | Konventualinnenhaus; Alteintragung (Aktualisierung vorgesehen) - Begründung: geschichtlich, städtebaulich - Schutzumfang: Alteintragung (Aktualisierung vorgesehen) - Denkmaltyp: Bauliche Anlage | Fotos hochladen                  |
| 1722 Wikidata  | Klosterhof 9 (53° 40′ 53″ N, 9° 39′ 19″ O)            | Kloster: Wohnhaus                          | Alteintragung (Aktualisierung vorgesehen) - Begründung: geschichtlich, städtebaulich - Schutzumfang: Alteintragung (Aktualisierung vorgesehen) - Denkmaltyp: Bauliche Anlage | Fotos hochladen                  |
| 19207          | Kuhlenstraße 2 (53° 40′ 59″ N, 9° 39′ 15″ O)          | ehem. Uetersener Creditbank                | ehem. Uetersener Creditbank; 1901, Architekt M. Schlichting, Bauherr Uetersener Credtiverein; zweigeschossiges Eckgebäude in Backsteinbauweise über winkelförmigem Grundriss unter Sattel- und Walmdach, polygonaler Eckturm mit Schweifhelm, reich ornamentierte Blendgiebel; mit gotischen Formelementen und vom Jugendstil beeinflussten Fenstern. Innen: Neugotisches Kreuzgewölbe in ehemaliger Schalterhalle.; Ehemalige Uetersener Bank (Volksbank). - Begründung: geschichtlich, künstlerisch, städtebaulich - Schutzumfang: ehem. Uetersener Creditbank, - Denkmaltyp: Bauliche Anlage | Fotos hochladen                  |
| 8849 Wikidata  | Lohe 23 (53° 41′ 27″ N, 9° 39′ 12″ O)                 | Hofanlage: Altenteilerhaus                 | Baujahr: 1758; Alteintragung (Aktualisierung vorgesehen) - Begründung: Alteintragung (Aktualisierung vorgesehen) - Schutzumfang: Alteintragung (Aktualisierung vorgesehen) - Denkmaltyp: Bauliche Anlage | Fotos hochladen                  |
| 6296 Wikidata  | Lohe 25 (53° 41′ 28″ N, 9° 39′ 10″ O)                 | Hofanlage: Haupthaus                       | Bauzeit: 2. Hälfte 18. Jh., Blohmhof – ältester Bauernhof in Uetersen (ehemaliges Dorf Lohe), Haupthaus links auf dem Foto. Alteintragung (Aktualisierung vorgesehen) - Begründung: Alteintragung (Aktualisierung vorgesehen) - Schutzumfang: Alteintragung (Aktualisierung vorgesehen) - Denkmaltyp: Bauliche Anlage | Fotos hochladen                  |
| 8848 Wikidata  | Lohe 25 (53° 41′ 28″ N, 9° 39′ 11″ O)                 | Hofanlage: Scheune                         | Bauzeit: 2. Hälfte 18. Jh. Alteintragung (Aktualisierung vorgesehen) - Begründung: Alteintragung (Aktualisierung vorgesehen) - Schutzumfang: Alteintragung (Aktualisierung vorgesehen) - Denkmaltyp: Bauliche Anlage | Fotos hochladen                  |
| 3853 Wikidata  | Marktstraße 2 (53° 40′ 59″ N, 9° 39′ 22″ O)           | Wohnhaus                                   | Bauzeit: 2. Viertel 19. Jh., Spätklassizistischer fünfachsiger Bau mit Walmdach. Gewölbekeller. Alteintragung (Aktualisierung vorgesehen) - Begründung: geschichtlich, städtebaulich - Schutzumfang: Alteintragung (Aktualisierung vorgesehen) - Denkmaltyp: Bauliche Anlage | Fotos hochladen                  |
| 3860 Wikidata  | Marktstraße 15 (53° 41′ 0″ N, 9° 39′ 26″ O)           | Wohnhaus                                   | Bauzeit: Mitte 19. Jh., Fünfachsiger Bau mit flachem Mittelrisalit. Ecken rustiziert. Alteintragung (Aktualisierung vorgesehen) - Begründung: Alteintragung (Aktualisierung vorgesehen) - Schutzumfang: Alteintragung (Aktualisierung vorgesehen) - Denkmaltyp: Bauliche Anlage | Fotos hochladen                  |
| 3854 Wikidata  | Marktstraße 26 – 26a (53° 40′ 59″ N, 9° 39′ 32″ O)    | Kloster: Vorwerk                           | Baujahr 1818, Entwurf: Friedr. Chr. Heylmann, Eingeschossiger Fachwerkbau mit Krüppelwalmdach und Mittelrisalit. Alteintragung (Aktualisierung vorgesehen) - Begründung: Alteintragung (Aktualisierung vorgesehen) - Schutzumfang: Alteintragung (Aktualisierung vorgesehen) - Denkmaltyp: Bauliche Anlage | Fotos hochladen                  |
| 3855 Wikidata  | Marktstraße 28 (53° 41′ 0″ N, 9° 39′ 30″ O)           | Kloster: Wohnhaus                          | Baujahr: 1816, Eingeschossiges Traufenhaus von 5 Achsen Breite auf niedrigem Granitquadersockel, über der Mitte ein Zwerchhaus mit Dreiecksgiebel., Konventualinnenhaus „von Hammerstein“; Alteintragung (Aktualisierung vorgesehen) - Begründung: geschichtlich, städtebaulich - Schutzumfang: Alteintragung (Aktualisierung vorgesehen) - Denkmaltyp: Bauliche Anlage | Fotos hochladen                  |
| 13568 Wikidata | Marktstraße 34 (53° 41′ 1″ N, 9° 39′ 34″ O)           | ehem. Amtsgericht                          | ehem. Amtsgericht; 1857, Bauherrin Familie Lange; urspr. als Kontorhaus über hohem Sockel erbauter zweigeschossiger Putzbau unter flachem Walmdach mit Eckpilastern, Gurtgesims und Rundbogentrauffries; fünfachsiger Putzbau mit Bogenfenstern und reicher Verzierung. Seitlicher Anbau durchbricht die Symmetrie des Gebäudes. Ursprünglich Kontorhaus, ab 1880 preußisches Amtsgericht.; ehemaliges Amtsgericht Uetersen - Begründung: geschichtlich, städtebaulich - Schutzumfang: ehem. Amtsgericht, - Denkmaltyp: Bauliche Anlage                                                         | Fotos hochladen                  |
| 3856 Wikidata  | Moltkestraße 2 (53° 40′ 55″ N, 9° 39′ 15″ O)          | Pastorat 1781                              | Baujahr: 1781, Entwurf: Drews Schmidt und Helmer Muhl, Backsteinbau mit Krüppelwalmdach und Mittelrisalit. Alteintragung (Aktualisierung vorgesehen) - Begründung: geschichtlich, städtebaulich - Schutzumfang: Alteintragung (Aktualisierung vorgesehen) - Denkmaltyp: Bauliche Anlage | Fotos hochladen                  |
| 3858 Wikidata  | Mühlenstraße 5 (53° 41′ 1″ N, 9° 39′ 13″ O)           | Wohnhaus                                   | Bauzeit: Mitte 18. Jh., Giebelständiger Bau mit Fachwerkgiebel und zwei "Utluchten"., Innen: Stuck und Fresken aus der Erbauungszeit – Fresken vermutlich von Giovanni Battista Innocenzo Colombo. Alteintragung (Aktualisierung vorgesehen) - Begründung: Alteintragung (Aktualisierung vorgesehen) - Schutzumfang: Alteintragung (Aktualisierung vorgesehen) - Denkmaltyp: Bauliche Anlage | Fotos hochladen                  |
| 1359 Wikidata  | Pinnauallee 10 (53° 40′ 43″ N, 9° 40′ 37″ O)          | Ehemalige Mühle (sog. Bauernmühle)         | Baujahr: 1924, Architekt: Klaus Groth, Alteintragung (Aktualisierung vorgesehen) - Begründung: Alteintragung (Aktualisierung vorgesehen) - Schutzumfang: Alteintragung (Aktualisierung vorgesehen) - Denkmaltyp: Bauliche Anlage | Fotos hochladen                  |
| 3861 Wikidata  | Rathausstraße 4 (53° 40′ 58″ N, 9° 39′ 21″ O)         | Ehemaliges Rathaus                         | Baujahr: 1914, Siebenachsiger Backsteinbau mit Mansardwalmdach und Eckrustika. Aufwändige Dachgauben. Alteintragung (Aktualisierung vorgesehen) - Begründung: Alteintragung (Aktualisierung vorgesehen) - Schutzumfang: Alteintragung (Aktualisierung vorgesehen) - Denkmaltyp: Bauliche Anlage | Fotos hochladen                  |

## Gründenkmale
| Objekt-ID      | Lage                                                    | Offizielle Bezeichnung                          | Beschreibung | Bild                             |
| -------------- | ------------------------------------------------------- | ----------------------------------------------- | --- | -------------------------------- |
| 10722 Wikidata | Bleekerstraße (53° 41′ 10″ N, 9° 39′ 26″ O)             | Cäcilie-Bleeker-Park von 1824, (ehem. Friedhof) | Innerstädtische Grünanlage mit bedeutendem Grabdenkmälerbestand und Arboretum von Friedhofsgehölzen; ehemaliger Alter Friedhof der Stadt (1834-1990) eine Allee führt zur Klosterkirche - Begründung: geschichtlich, künstlerisch, städtebaulich - Schutzumfang: Cäcilie-Bleeker-Park (ehem. Friedhof), Allee zum ehem. Friedhof, 66 Grabsteine - Denkmaltyp: Gründenkmal | weitere Fotos \| Fotos hochladen |
| 9548 Wikidata  | Heidgrabener Straße 1 – 3 (53° 41′ 28″ N, 9° 40′ 28″ O) | Zufahrtsallee auf dem Mühlendamm                | Alteintragung (Aktualisierung vorgesehen) - Begründung: geschichtlich, Kulturlandschaft prägend - Schutzumfang: gesamtes Objekt - Denkmaltyp: Gründenkmal, Sachgesamtheit: ehem. Neue Mühle | Fotos hochladen                  |
| 9679 Wikidata  | Heidgrabener Straße 1 – 3 (53° 41′ 35″ N, 9° 40′ 19″ O) | Park „Langes Tannen“ der ehemaligen Neuen Mühle | Alteintragung (Aktualisierung vorgesehen) - Begründung: geschichtlich, Kulturlandschaft prägend - Schutzumfang: Park "Langes Tannen" der ehem. Neuen Mühle, Karpfenteich - Denkmaltyp: Gründenkmal, Sachgesamtheit: ehem. Neue Mühle | Fotos hochladen                  |
| 19777 Wikidata | Kirchenstraße 9 (53° 40′ 53″ N, 9° 39′ 23″ O)           | Kirchhof                                        | Alteintragung (Aktualisierung vorgesehen) - Begründung: geschichtlich, Kulturlandschaft prägend - Schutzumfang: Kirchhof, Grabmale bis 1870, Kirchhofspforten - Denkmaltyp: Gründenkmal, Sachgesamtheit: Klosterkirche Uetersen | weitere Fotos \| Fotos hochladen |
| 1723 Wikidata  | Klosterhof (53° 40′ 53″ N, 9° 39′ 27″ O)                | Kloster: Gartenpavillon im Priörinnengarten     | Bauzeit: 2. Hälfte 18. Jh. Pavillon in Gestalt eines dorischen Vorhallentempels. Der Hauptteil besteht aus verputztem Backstein, der Vorbau mit Säulen und Giebel aus Holz. Alteintragung (Aktualisierung vorgesehen) - Begründung: geschichtlich, künstlerisch, städtebaulich - Schutzumfang: gesamtes Objekt - Denkmaltyp: Gründenkmal                                  | Fotos hochladen                  |

## Ehemalige Kulturdenkmale
Bis zum Inkrafttreten der Neufassung des schleswig-holsteinischen Denkmalschutzgesetzes am 30. Januar 2015 waren in der Gemeinde Bevern nachfolgend aufgeführte Objekte als Kulturdenkmale gemäß §1 des alten Denkmalschutzgesetzes (DSchG SH 1996) geschützt:
| Objekt-ID | Lage                                            | Offizielle Bezeichnung                      | Beschreibung | Bild                             |
| --------- | ----------------------------------------------- | ------------------------------------------- | --- | -------------------------------- |
|           | Bleekerstraße 3 (53° 41′ 4″ N, 9° 39′ 26″ O)    | Ehemaliges Schwesternhaus aus dem Jahr 1883 | Baujahr: 1883; Schlichter Backsteinbau im Stil der Gründerzeit. | Fotos hochladen                  |
|           | Deichstraße 33 (53° 40′ 43″ N, 9° 38′ 38″ O)    | Ehemaliges Brauhaus                         | Baujahr: 1801; Ehemaliges Brauhaus und Schänke. | Fotos hochladen                  |
|           | Katzhagen 3 (53° 40′ 59″ N, 9° 39′ 7″ O)        | Wohnhaus                                    | Bauzeit: 19. Jahrhundert | Fotos hochladen                  |
|           | Katzhagen 5 (53° 40′ 59″ N, 9° 39′ 7″ O)        | Die historische Lederfabrik im Katzhagen    | Gründerzeitliches Werksgebäude der 1799 gegründeten Lederfabrik Testorf. | Fotos hochladen                  |
|           | Katzhagen 57 (53° 41′ 16″ N, 9° 39′ 5″ O)       | Wohnhaus                                    | Bauzeit: 2. Hälfte 19. Jh.; Zwei-Ständer Hallenhaus mit leicht vorkragendem, verbrettertem Giebel. Traditionelle Kreuzform. | Fotos hochladen                  |
|           | Kirchenstr. 12 (53° 40′ 56″ N, 9° 39′ 19″ O)    | Wohnhaus                                    | Baujahr: 1818; Zweigeschossiges Traufenhaus im schlicht klassizistischen Stil. Klassizistische Oberlichttür. | Fotos hochladen                  |
|           | Kirchenstr. 16 (53° 40′ 57″ N, 9° 39′ 18″ O)    | Wohnhaus                                    | Baujahr: 1810; Giebelständiger Putzbau. | Fotos hochladen                  |
|           | Kirchenstr. 18 (53° 40′ 57″ N, 9° 39′ 18″ O)    | Wohnhaus                                    | Baujahr: 1897; Ehemalige Spar- und Leihkasse; Historistischer Bau mit Stilelementen der Neugotik. Treppenhausturm mit gotischem Zinnenabschluss. | Fotos hochladen                  |
|           | Kirchenstr. 20 (53° 40′ 57″ N, 9° 39′ 17″ O)    | Wohnhaus                                    | Baujahr: 1870; Gründerzeithaus im neuklassizistischen Stil. Gusseiserne Balkongeländer mit gotischen Motiven. Heute Wohnhaus mit Rechtsanwalts-Kanzlei. | Fotos hochladen                  |
|           | Kleiner Sand 82 (53° 41′ 11″ N, 9° 40′ 30″ O)   | Wohn- und Geschäftshaus                     | Baujahr: 1737; Reetgedecktes ehemaliges Hofgebäude mit Fachwerk und verbrettertem Giebel. | Fotos hochladen                  |
|           | Kreuzstraße 1 (53° 40′ 59″ N, 9° 39′ 16″ O)     | Wohn- und Geschäftshaus                     | Baujahr: 1906; Gründerzeitlicher Eckbau aus Backstein mit verputzten Blenden. Zwischen zwei Ziergiebeln ein Erker, der ursprünglich eine Spitzhaube hatte.; Ehemaliges Geschäftshaus der Spar- und Leihkasse der Stadt Uetersen. | Fotos hochladen                  |
|           | Kreuzstraße 3 (53° 41′ 0″ N, 9° 39′ 18″ O)      | Wohn- und Geschäftshaus                     | Baujahr: um 1900; Wohnhaus mit Gaststätte „Unter den Linden“. | Fotos hochladen                  |
|           | Kreuzstraße 4 (53° 40′ 59″ N, 9° 39′ 20″ O)     | Wohn- und Geschäftshaus                     | Bauzeit: 2. Viertel des 19. Jh.; Wohnhaus mit Laden. | Fotos hochladen                  |
|           | Kuhlenstraße 11 (53° 40′ 57″ N, 9° 39′ 11″ O)   | Wohn- und Geschäftshaus                     | Wohnhaus, mit historischer Weinhandlung. | Fotos hochladen                  |
|           | Kuhlenstraße 15 (53° 40′ 57″ N, 9° 39′ 8″ O)    | Wohn- und Geschäftshaus                     | Bauzeit: Ende des 18. Jahrhunderts; Wohnhaus mit verbretterten Giebeln. | Fotos hochladen                  |
|           | Marktstraße 5 (53° 41′ 0″ N, 9° 39′ 23″ O)      | Wohn- und Geschäftshaus                     | Baujahr: 1927; Klinkerbau mit abgerundeter Hausecke; Ehemaliger Zigarettenladen im Erdgeschoss | Fotos hochladen                  |
|           | Marktstraße 13 (53° 41′ 0″ N, 9° 39′ 25″ O)     | Wohn- und Geschäftshaus                     | Bauzeit: Mitte des 19. Jh.; Fünfachsiger Bau mit schmalem Mittelrisalit. Am Eingang Pilater mit ionischen Kapitellen.; Ehemals Wohnhaus mit Laden. | Fotos hochladen                  |
| Wikidata  | Marktstraße 17 (53° 41′ 1″ N, 9° 39′ 27″ O)     | Wohn- und Geschäftshaus                     | Diermissen-Haus; Baujahr: 1877; Gründerzeitbau mit Backsteinfassade in asymmetrischer Grundform. Seitenrisalit mit Stufengiebel und Blendarkaden. Weitere Blendarkaden unter der Traufe im rechten Trakt. | weitere Fotos \| Fotos hochladen |
| Wikidata  | Marktstraße 30 (53° 41′ 0″ N, 9° 39′ 33″ O)     | Wohn- und Geschäftshaus                     | Guerle-Villa; Baujahr: um 1900; Zweigeschossiges Wohnhaus im Stil des Historismus mit klassizistischen Gestaltungsmerkmalen an den Fassaden. Im Inneren Stuckfriese mit unterschiedlichen Dekoren. | Fotos hochladen                  |
|           | Moltkestraße 4 (53° 40′ 55″ N, 9° 39′ 18″ O)    | Wohn- und Geschäftshaus                     | Bauzeit: 3. Viertel des 19. Jahrhunderts; Zweigeschossiges Haus mit Pilastergliederung und geschossteiligem Band. Zwei Nischenfiguren auf der Vorderseite, ca. 1,10 m hoch von einem unbekannten Künstler. | Fotos hochladen                  |
|           | Moltkestraße 4a (53° 40′ 54″ N, 9° 39′ 17″ O)   | Wohn- und Geschäftshaus                     | Baujahr: verm. 1852; Spätklassizistisches Haus von 7 Achsen Breite. Über beide Stockwerke erstreckt sich ein flacher Portikus mit vier ionischen Pilastern und Dreiecksgiebel (Westseite). Zum Eingang führt eine große Freitreppe.; Ehemaliges Privatschulgebäude, während der NS-Zeit Parteizentrale der NSDAP (auch „braunes Haus“ genannt). Umbau zum Mehrfamilien-Wohnhaus Ende der 1980er Jahre. | Fotos hochladen                  |
|           | Mühlenstraße 7 (53° 41′ 1″ N, 9° 39′ 12″ O)     | Wohn- und Geschäftshaus                     | Baujahr: 1857; Zweigeschossiges Traufenhaus mit Walmdach und Mittelrisalit. Seitlicher Anbau mit Mezzanin.; Diakonatshaus (Zweites Pastorat in Uetersen), Geburtshaus von Friedrich Neelsen | Fotos hochladen                  |
|           | Mühlenstraße 11 (53° 41′ 3″ N, 9° 39′ 12″ O)    | Wohn- und Geschäftshaus                     | Baujahr: 1857; Giebelständiges Haus mit Krüppelwalmdach. Backstein mit verputzter Fassade zur Straße. | Fotos hochladen                  |
|           | Pinnauallee 1 (53° 40′ 47″ N, 9° 40′ 37″ O)     | Taps                                        | Baujahr: 1821; Giebelständiges Haus mit Satteldach und teilverbrettertem Giebel. Flachgedeckter seitlicher Anbau.; Gastwirtschaft „Taps“ (Szenelokal) | Fotos hochladen                  |
|           | Quellenweg 30 (53° 41′ 21″ N, 9° 38′ 55″ O)     | Ehemaliges Betriebsgebäude                  | Baujahre: 1925/26; Ehemaliges Betriebsgebäude des → Uetersener Wasserwerks | Fotos hochladen                  |
|           | Seminarstraße 10 (53° 41′ 12″ N, 9° 39′ 20″ O)  | Schulgebäude                                | Baujahre: 1877/78; Bau aus gelben Ziegelmauerwerk im Stil des Historismus mit gotischen Gestaltungsmerkmalen. Vorderansicht streng symmetrisch. Mitteleingang und mittlerer Südflügel gestalterisch hervorgehoben.Ursprünglich preußisches Lehrerseminar, ab 1929 Gymnasium.; → Ludwig-Meyn-Gymnasium                                                                                                  | Fotos hochladen                  |
|           | Seminarstraße 10a (53° 41′ 13″ N, 9° 39′ 24″ O) | Ehemalige Präparandenanstalt                | Baujahr: 1904; Backsteinbau mit verputzten Zierflächen. Ursprünglich Anstalt zur Volksschullehrerausbildung (Präparandenanstalt), jetzt zum Ludwig-Meyn-Gymnasium gehörig. | Fotos hochladen                  |
|           | Tornescher Weg 3 (53° 41′ 19″ N, 9° 40′ 38″ O)  | Villa Hatlapa                               | Repräsentativer Gründerzeitbau – Fabrikantenvilla | Fotos hochladen                  |

## Nicht mehr erhaltene Kulturdenkmale
| Objekt-ID | Lage                   | Offizielle Bezeichnung                         | Beschreibung                                                                                                 | Bild                                    |
| --------- | ---------------------- | ---------------------------------------------- | --- | --------------------------------------- |
|           | Großer Sand 31 ()      | ehemaliges Hauptpostamt                        | aus dem Jahr 1902; wegen Umgestaltung des Stadtkerns in den 1980er Jahren abgebrochen                        | Fotos hochladen                         |
|           | Großer Sand 50a ()     | ehemaliges Gebäude                             | aus dem Jahr 1761; abgebrochen und durch einen Neubau ersetzt                                                | Direkt Bild zu diesem Denkmal hochladen |
|           | Großer Wulfhagen 30 () | ehemaliges Gebäude                             | aus dem Jahr 1744; abgebrochen und durch einen Neubau ersetzt                                                | Direkt Bild zu diesem Denkmal hochladen |
|           | Großer Wulfhagen 37 () | ehemalige Kate;                                | aus dem 2. Viertel des 19. Jahrhunderts; wegen Umgestaltung des Stadtkerns in den 1980er Jahren abgebrochen  | Direkt Bild zu diesem Denkmal hochladen |
|           | Katzhagen 7 ()         | ehemaliges Wohnhaus                            | aus dem 19. Jahrhundert; abgebrochen                                                                         | Direkt Bild zu diesem Denkmal hochladen |
|           | Klaus-Goth-Straße 5 () | ehemalige Pastorenscheune                      | erbaut 1792, 1960 abgebrochen und durch einen Neubau ersetzt                                                 | Direkt Bild zu diesem Denkmal hochladen |
|           | Kuhlenstraße 12 ()     | Eingeschossiges Giebelhaus                     | aus dem 18. Jahrhundert; umgebaut und von der Denkmalliste gestrichen                                        | Direkt Bild zu diesem Denkmal hochladen |
|           | Kuhlenstraße 16 ()     | ehemaliges Wohnhaus                            | vermutlich aus der Mitte des 18. Jahrhunderts, abgebrochen und durch einen Neubau ersetzt                    | Direkt Bild zu diesem Denkmal hochladen |
|           | Kuhlenstraße 18 ()     | ehemaliges Wohnhaus                            | vermutlich aus der 2. Hälfte des 18. Jahrhunderts, abgebrochen und durch einen Neubau ersetzt                | Direkt Bild zu diesem Denkmal hochladen |
|           | Lienaus Allee 11 ()    | ehemalige Kate                                 | abgebrochen 2006 (musste einem Baumarkt weichen)                                                             | Fotos hochladen                         |
|           | Lindenstraße 2 ()      | das Gebäude des ehemaligen Tanzlokals „Tivoli“ | aus dem 3. Viertel des 19. Jahrhunderts, 1994 abgebrochen und durch einen Wohnblock ersetzt                  | Fotos hochladen                         |
|           | Lohe 20 ()             | ehemaliges kleines Hallenhaus                  | erbaut 1768, abgebrochen und durch einen Neubau ersetzt                                                      | Direkt Bild zu diesem Denkmal hochladen |
|           | Lohe 26 ()             | ehemaliges Hallenhaus                          | erbaut 1736, abgebrochen und durch einen Neubau ersetzt                                                      | Direkt Bild zu diesem Denkmal hochladen |
|           | Lohe 40 ()             | ehemaliges Wohnhaus                            | aus dem Ende des 18. Jahrhunderts, durch ein neues Wohnhaus ersetzt                                          | Direkt Bild zu diesem Denkmal hochladen |
|           | Marktstraße 19/21 ()   | Zweigeschossiges Doppelhaus                    | aus den zweiten Viertel des 19. Jahrhunderts, wegen Umbau von der Denkmalliste gestrichen                    | Direkt Bild zu diesem Denkmal hochladen |
|           | Marktstraße 29 ()      | ehemaliges Wohn- und Geschäftshaus             | aus der 1. Hälfte des 19. Jahrhunderts wurde zum Teil abgebrochen und erheblichen umgebaut                   | Direkt Bild zu diesem Denkmal hochladen |
|           | Meßtorffstraße 47 ()   | ehemalige „Weberkate“                          | aus der 2. Hälfte des 18. Jahrhunderts, nach einem Großbrand völlig umgestaltet und von der Liste gestrichen | Fotos hochladen                         |
|           | Mühlenstraße 12 ()     | ehemaliges Wohnhaus                            | aus der Zeit vor 1762, abgebrochen und durch einen Neubau ersetzt                                            | Direkt Bild zu diesem Denkmal hochladen |
|           | Mühlenstraße 17 ()     | dreifach Hallenhaus                            | aus dem 18. Jahrhundert, abgebrochen und durch einen Neubau ersetzt                                          | Direkt Bild zu diesem Denkmal hochladen |

## Quelle
- Liste der Kulturdenkmale in Schleswig-Holstein – Kreis Pinneberg (PDF)
- Heinrich Brauer, Wolfgang Scheffler und Hans Weber: Die Kunstdenkmäler der Provinz Schleswig-Holstein Kreis Pinneberg (Deutscher Kunstverlag, Berlin 1939)
- Wolfgang Teuchert, Arnold Lühning: Die Kunstdenkmäler des Landes Schleswig-Holstein Kreis Pinneberg (Deutscher Kunstverlag, Berlin 1961)
- Denkmalschutzliste der Stadt Uetersen (2011)